# Револьвер (фільм)
«Револьве́р» (англ. Revolver) — британсько-французький художній фільм Гая Річі, що вийшов у 2005 році. У фільмі знялися Джейсон Стейтем у ролі Джейка Гріна, Рей Ліотта в ролі Дороті Мака і Андре Бенджамін в ролі Аві. Сюжет розгортається навколо шахрая, що шукає помсти, зброя якого — «універсальна формула», яка гарантує перемогу тому, хто її використовує, якщо справа стосується гри чи шахрайства. Це третій художній фільм Річі, сюжет якого базується на злочинності й професійних злочинцях.

## Сюжет
Відсидівши семирічний термін, Джейк Грін вийшов на свободу.
Сім років тому Джейк влип у неприємну історію. По всьому місту йшли нелегальні азартні ігри — ігри без правил, повні небезпеки, але приносять гарний прибуток. Організовував і наглядав за цими іграми злочинний бос Мак і його люди. Напередодні однієї «великої гри», Мак втратив свого хлопця, і його люди, дізнавшись про Джейка Гріна, вирішили, що він зможе підійти на заміну. Грін, вислухавши пропозицію хлопців Мака, відмовився, але хлопці не відступили та стали тиснути на брата Джека і на його сім'ю. Грін був вимушений сісти за картковий стіл, щоб братові з сім'єю дали спокій. Гру він виграв. І з цього все почалося.
Два гравці не порозумілися після гри. У приміщенні, де грали, зав'язалася перестрілка і в якийсь момент всі гроші, на які йшла гра, зникли.
Через два тижні хтось дав наводку поліції і Гріна допитали. Хлопці Мака вирішили, що Грін може розколотися та сім'я брата знову була під загрозою. Зав'язалася бійка у результаті якої дружина брата була застрелена. Брат втратив дружину, а його дочка залишилася без матері. Грін втратив сім років життя, оскільки так і не сказав, що ту гру організовував Мак.
У в'язниці у Гріна було два варіанти — 14 років у загальній камері або 7 років в одиночній. Грін вибрав одиночну.
Кожен день він був замкнений в камері, перебуваючи між камерами двох рецидивістів. Один сусід був майстром шахів, другий — майстром «розводок». І попри те, що ці двоє ні разу не бачилися, вони знали один одного краще, ніж літнє подружжя.
Кожен день ув'язненим розвозили по камерах книги. Джейк Грін пристрастився до книг з теорії шахів, азартних ігор. Почитував і серйознішу літературу на кшталт теоретичної астрофізики або математики квантової механіки. Ці книги поважали його сусіди. Час від часу Джейк зустрічав розробки нових комбінацій своїх сусідів. Вони записували їх на берегах книг. Сусіди шукали «вирішальну комбінацію», щоб виграти у вирішальній грі. І одного разу вони вирішили що «універсальна формула» знайдена.
І ось, відсидівши семирічний термін, Джейк Грін вийшов на свободу. З собою він виніс «універсальну формулу», що допомагає вигравати в будь-яку гру.
Минає два роки з моменту звільнення. Джейк виграє і витягує за допомогою «розводок» цілу купу грошей. В основному, всі ці гроші — гроші Мака. Джейку допомагає брат, виконуючи роль фінансиста. Так Грін доходить до казино містера Мака, але службовці, впізнавши його, не дозволяють грати за жодним столом. Зате сам Мак викликає Джейка до себе — на верхні поверхи казино, зіграти за своїм столом. І програє Джейку за раз купу грошей.
Розчарований програшем і стурбований зрослими амбіціями Гріна, Мак доручає своїм людям вбити Гріна.
Тим часом Грін, що спускається вниз по сходах, несподівано непритомніє.
Прокинувшись, Грін приходить у себе в клініці, де у нього про всяк випадок беруть аналізи. З клініки Грін з людьми брата їде до себе додому. Там Джейка чекає найнятий містером Маком вбивця. Зав'язується перестрілка, де гинуть всі люди, що були з Гріном, а його самого забирає від будинку містер Зак, який невідомо звідки з'явився на машині.
Він відвозить Гріна в шаховий клуб, де знайомить зі своїм напарником Аві. Аві вручає Гріну результати аналізів, взятих з клініки і розповідає про ситуацію. По ситуації містер Грін — небіжчик. По-перше, за ним полюють люди Мака. По-друге, у Гріна рідкісна хвороба крові, через яку йому залишилося жити не більше трьох днів.
Аві зауважує, що вони вже врятували Гріну один раз життя, і другий раз робити це безкоштовно не будуть. Зак і Аві ставлять перед Гріном умови. Перше — вони забирають у Гріна все, що є. Друге — Грін діє лише так, як йому говорять. В обмін — вони можуть захистити Гріна від «небезпеки». Це основа їх пропозиції.

## Виробництво
Виробництво розпочалося у 2003 році. Фільм став першою стрічкою Річі у якій продюсером не виступив Мет'ю Вон.